# Polyommatus damone
Polyommatus damone is een vlinder uit de familie Lycaenidae. De wetenschappelijke naam is voor het eerst geldig gepubliceerd in 1841 door Eversmann.
De soort komt voor in Europa.

## Ondersoorten
- Polyommatus damone damone
- Polyommatus damone altaicus (Elwes, 1899)
  - = Agrodiaetus altaiensis Forster, 1956
- Polyommatus damone bogdoolensis Dantchenko & Lukhtanov, 1997
- Polyommatus damone irinae Dantchenko, 1997
- Polyommatus damone pljushtchi Lukhtanov & Budashkin, 1993
- Polyommatus damone sibirica (Staudinger, 1899)
- Polyommatus damone tanais Dantchenko & Lukhtanov, 1993
- Polyommatus damone walteri Dantchenko & Lukhtanov, 1993